# Lamborghini Gallardo
Lamborghini Gallardo (/ɡaɪˈjɑːrdoʊ/; іспанська: [ɡaˈʎaɾðo]) — спортивний автомобіль, що випускався італійським виробником автомобілів Lamborghini з 2003 по 2013 рік. Правильна вимова назви машини: Ламборгіні Гайярдо (Ламбурджіні Гальярдо). Це другий автомобіль Lamborghini, випущений материнською компанією Audi і менший за розміром та потужністю в порівнянні з Lamborghini Murciélago. Презентація автомобіля відбулася на Автошоу в Женеві у березні 2003 року. На сьогодні це наймасовіша модель від Lamborghini — за 2 роки було побудовано понад 3000 автомобілів (для порівняння: за 11 років виробництва було створено 2903 автомоблі моделі Lamborghini Diablo) Ціна базової моделі — від 165 тис. $. Позиціюється як конкурент Ferrari 458 Italia (Раніше — Ferrari F430 і Ferrari 360).
У 2014 році на зміну Gallardo прийшов Huracán.

## Назва моделі

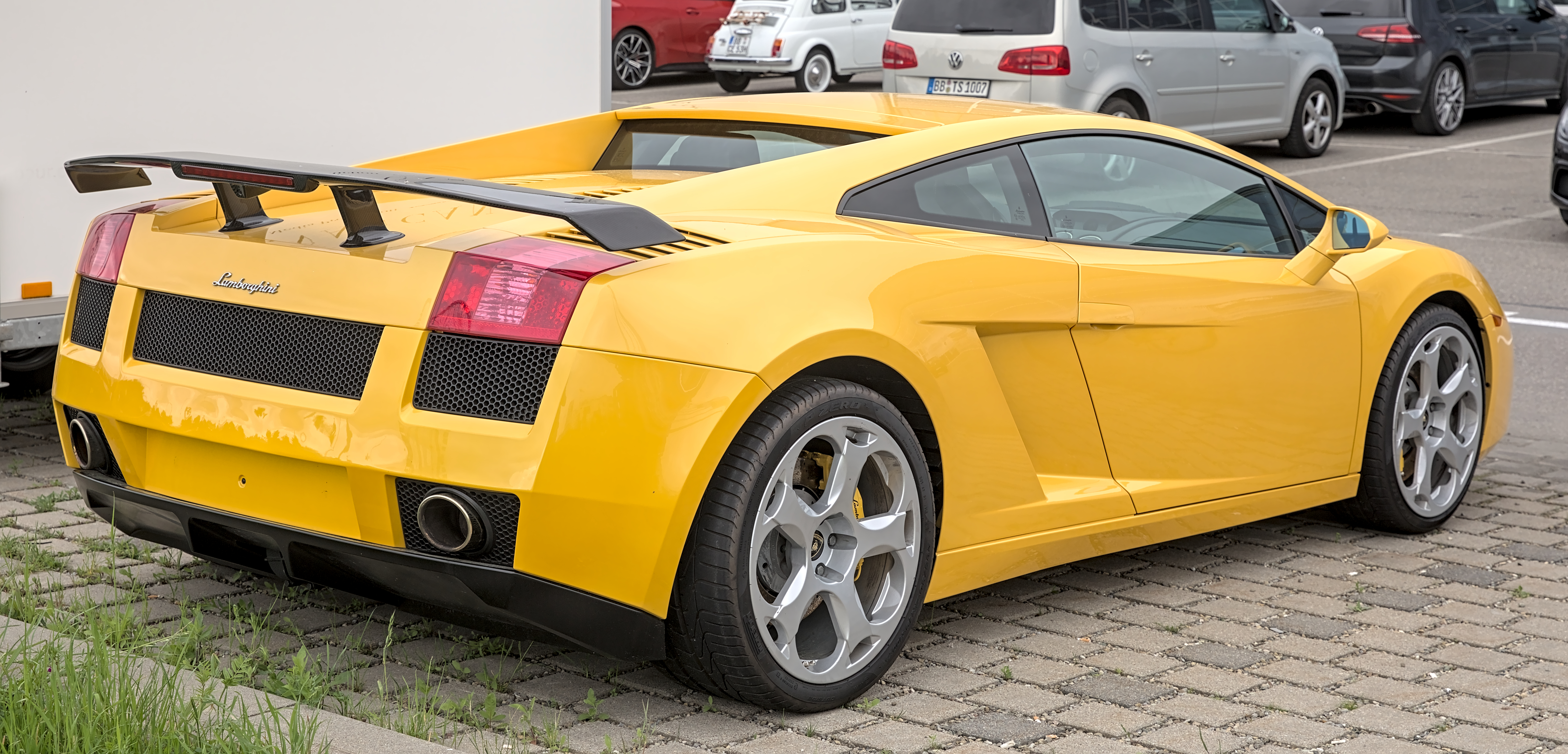
Lamborghini Gallardo (2003–2008)

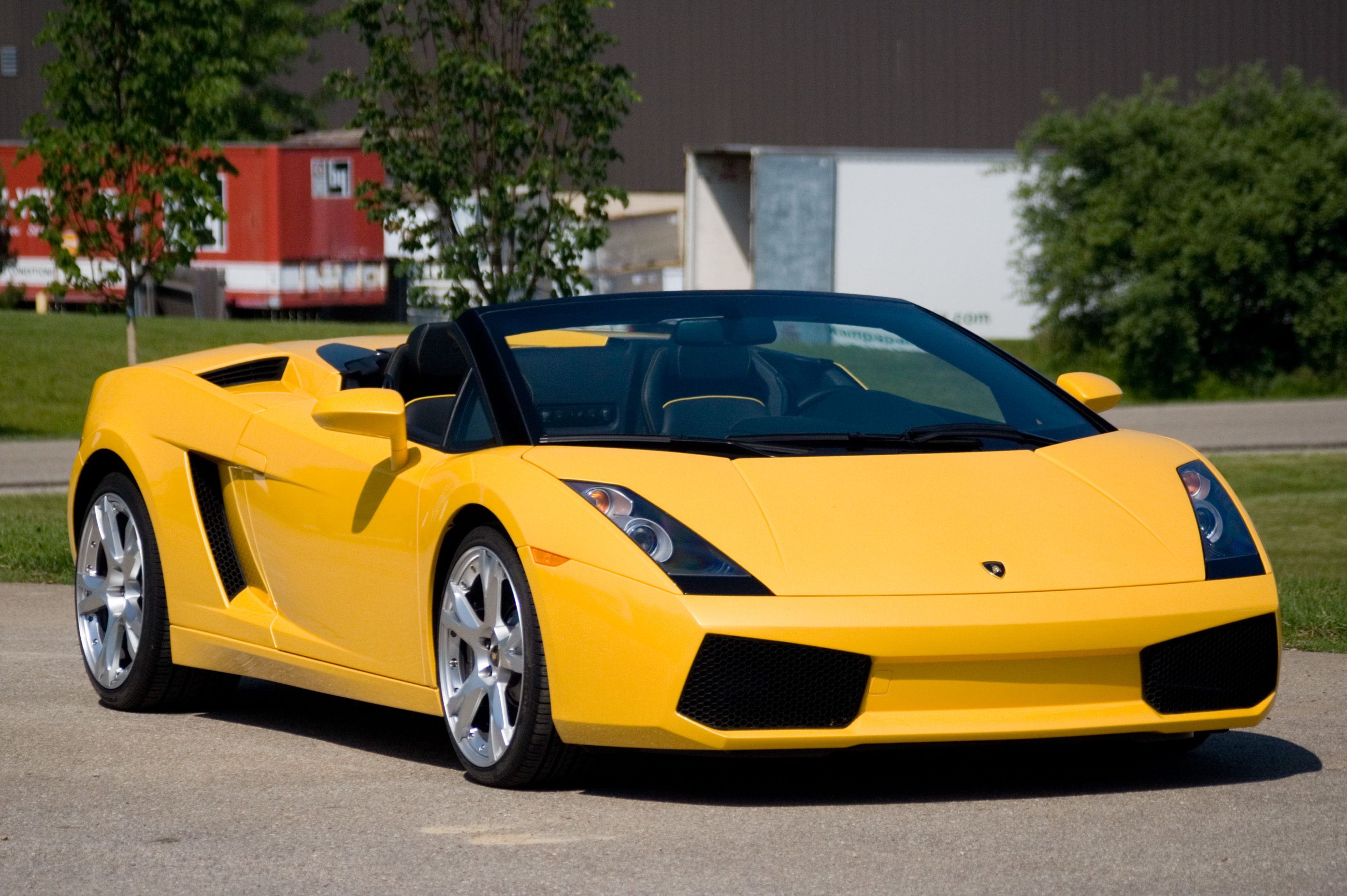
Lamborghini Gallardo Spyder (2006-2008)

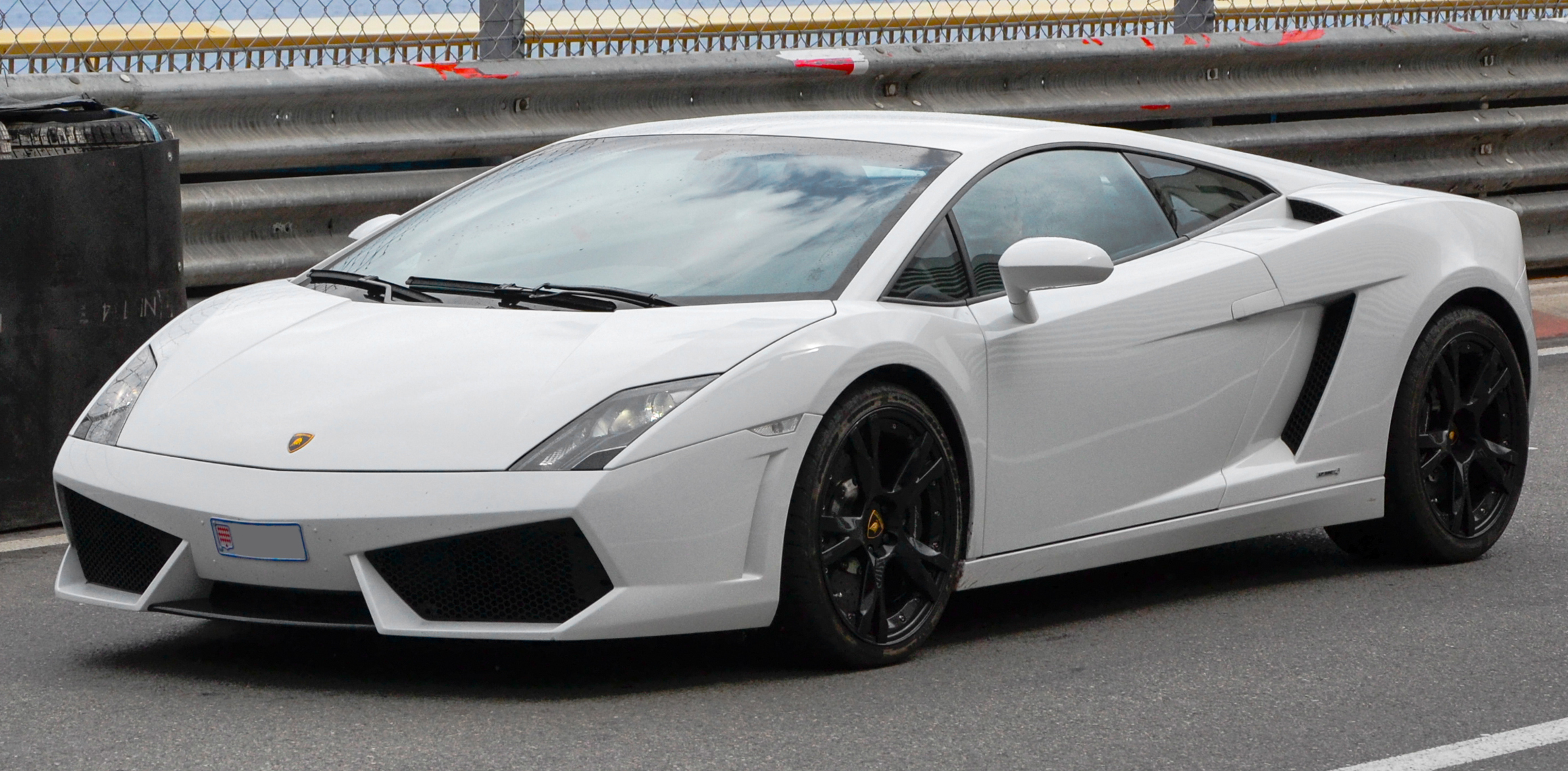
Lamborghini Gallardo LP560-4 (2008-2012)

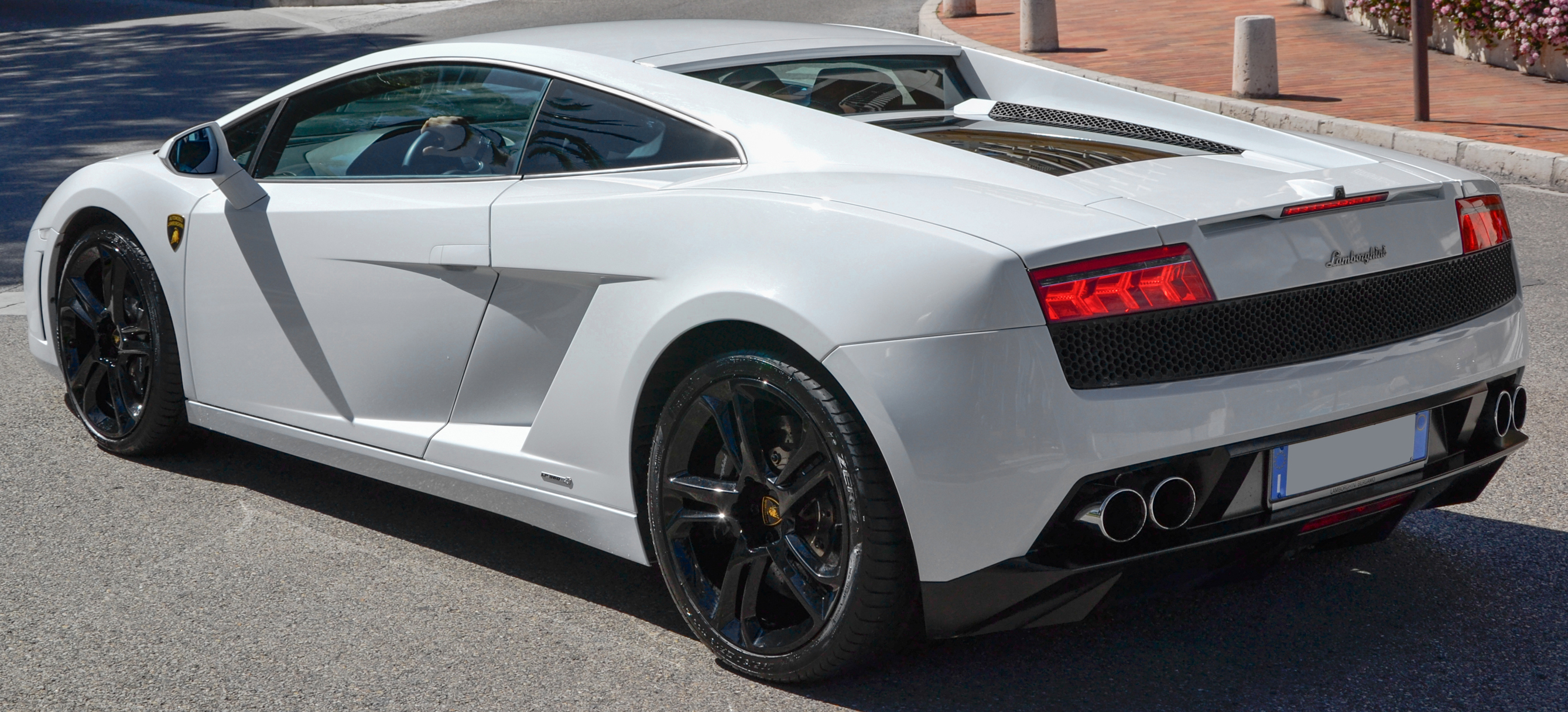
Lamborghini Gallardo LP560-4 (2008-2012)

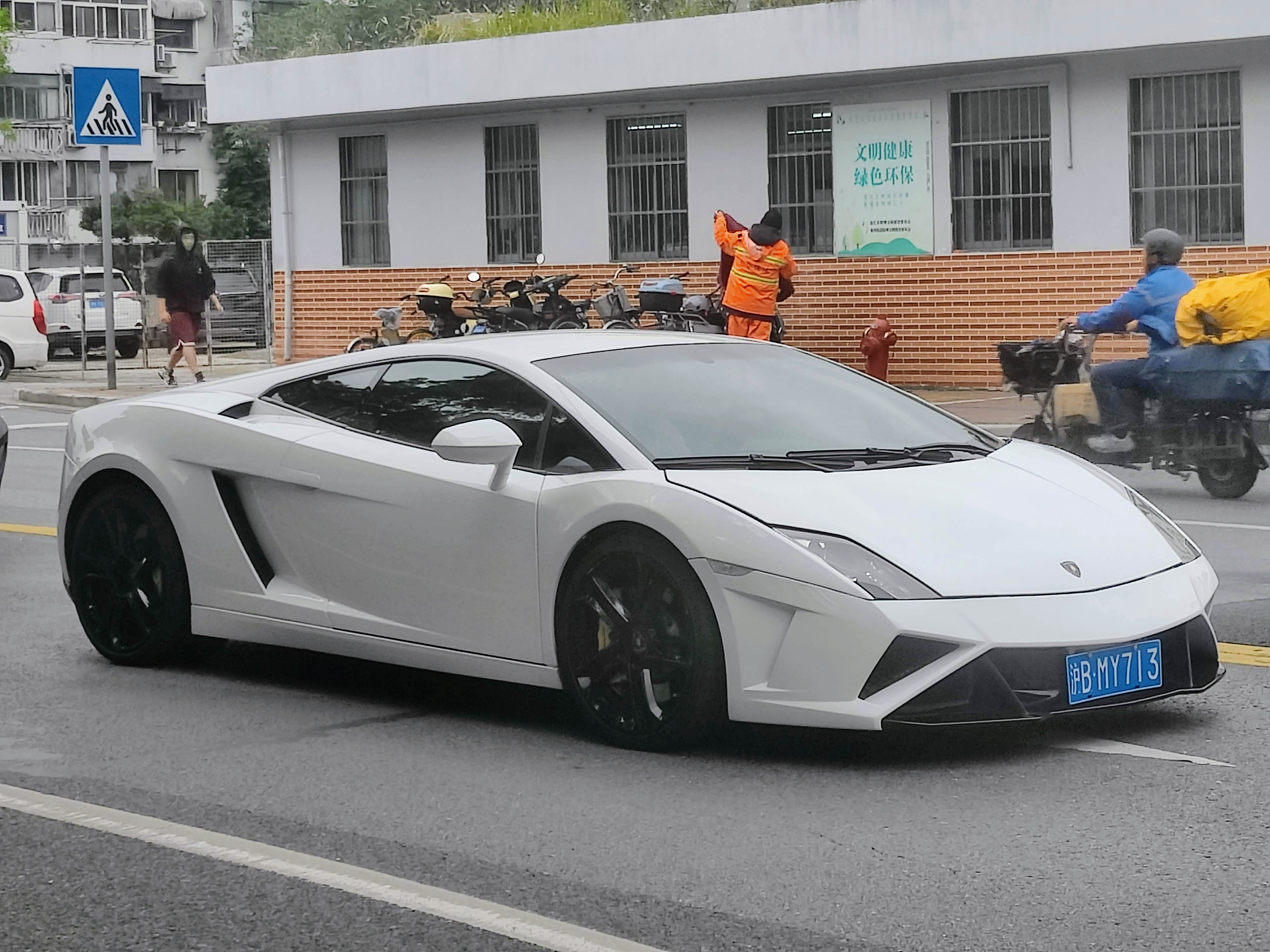
Lamborghini Gallardo LP560-4 (2012-2013)

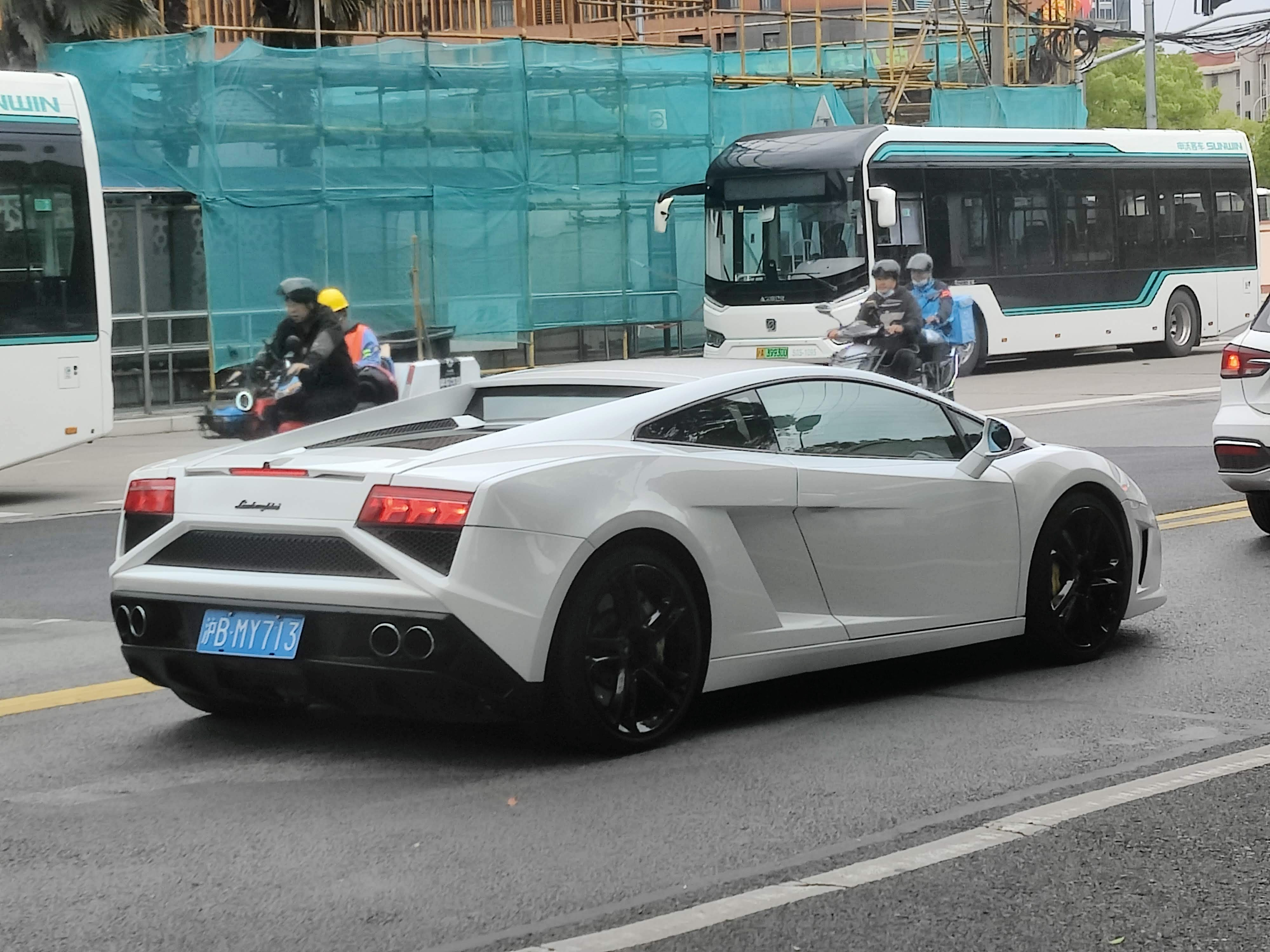
Lamborghini Gallardo LP560-4 (2012-2013)

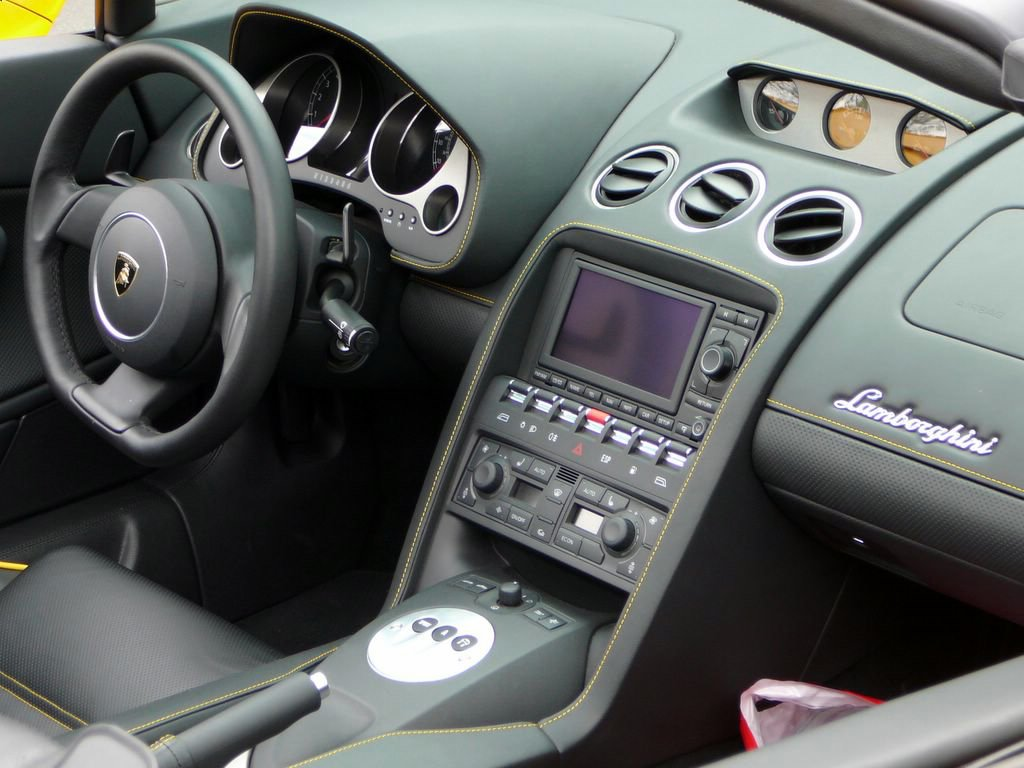
Салон

За традицією фірми, назва автомобіля пов'язано з биками: Gallardo (ісп. хоробрий, мужній) — одна з відомих порід бойових биків.
Вважається, що порода бойових биків Gallardo названа так на честь іспанця Франциско Гальардо — він зі своїми братами вивів її в XVIII столітті. Бики Gallardo славилися своєю красою, фізичною силою, агресивністю і невтомністю в бою, а також чорною або сірою мастю.

## Опис
Після того, як компанія Megatech купила Automobili Lamborghini S.P.A, студію Italdesign Giugiaro було найнято для розробки концептуальних автомобілів, які замінять існуючі автомобілі. Одним із концептів, створених ними, був Lamborghini Calà, який створили для заміни Lamborghini Jalpa і показали на Женевському автосалоні 1995 року.
Після того, як у 1998 році концерн Volkswagen AG викупив компанію, було ухвалено рішення збудувати менший за розміром і потужністю автомобіль ніж Lamborghini Murciélago, щоб конкурувати з Ferrari 360. Компанія почала розробку автомобіля на базі Calà, від якого взяли зовнішній дизайн і двигун V10. 
У березні 2003 року на Автошоу в Женеві була представлена нова Lamborghini Gallardo. Під капотом був встановлений двигун 5.0 л V10 потужністю 500 к.с., третій за рахунком двигун створений компанією за всю історію її існування. Прискорення 0-100 км/год займало 4,2 сек., а максимальна швидкість дорівнює 309 км/год (192 милі). Також завдяки новому дизайну вона мала покращений задній огляд, була більш маневрова і добре керувалася на дорогах. Автомобіль, крім стандартної версії, був представлений у кількох модифікаціях: технічно переосмислений Gallardo SE, родстер Gallardo Spyder і полегшене купе Gallardo Superleggera.
У березні 2008 року, на женевському автосалоні було представлено оновлену версію купе Gallardo. Lamborghini Gallardo LP560-4 змінився як зовні, так і внутрішньо. Попереду кузов оснастили «агресивними» збільшеними повітрозабірниками, а в оптику вбудували світлодіоди; ззаду ж були видозмінені фари, вентиляційні грати, встановлені подвійні вихлопні труби. Об'єм двигуна автомобіля збільшили до 5,2 літрів, а потужність зросла до 560 кінських сил. Максимальна швидкість зросла до 325 км/год, а розгін від 0 до 100 км/год. модель виконує за 3,7 секунди.
Оновлений автомобіль доступний у 6 варіаціях: Gallardo LP 570-4 Superleggera, LP 560-4, LP 550-2, LP 570-4 Spyder Performante, LP 560-4 Spyder і LP 550-2 Spyder. Така дивна назва має цілком логічну і зрозумілу розшифровку: перше число позначає кількість кінських сил, а друге — кількість ведучих коліс. До стандартної комплектації Ламборджині Галлардо входять: антиблокувальна система гальм, система стабілізації, 4 подушки безпеки, клімат-контроль, бортовий комп'ютер, датчик дощу і світла, підсилювач керма, центральний замок, дистанційне керування центральним замком, електрорегульовані дзеркала, обігрів дзеркал, передні електросклопідіймачі, підігрів сидінь, регулювання кермової колонки, регулювання сидіння водія по висоті, шкіряний салон, 19-дюймові литі диски, колір кузова «металік», протитуманні фари, ксенонові і біксенонові фари, автоматичне стоянкове гальмо. 
У вересні 2012 року на паризькому автосалоні компанія представила чергове оновлення купе Gallardo. Оновлення торкнулося зовнішнього вигляду автомобіля, для якого були використані нові передні та задні бампери зі зміненими формами повітрозабірників та повітровідводів відповідно. На основі оновленої версії купе Lamborghini створила дві модифікації: відкриту версію Gallardo LP560-4 Spyder та гоночний варіант купе Gallardo LP570-4 Super Trofeo.

## Двигуни
- 5.0 L Lamborghini even firing V10 500-530 к.с. (1 покоління)
- 5.2 L Lamborghini odd firing V10 550-570 к.с. (2 покоління)

## Виробництво
| Рік    | Одиниць                | Gallardo | Gallardo Spyder |
| ------ | ---------------------- | -------- | --------------- |
| 2003   | 933                    | 933      | –               |
| 2004   | 1,294                  | 1,294    | –               |
| 2005   | 972                    | 947      | 25              |
| 2006   | 1,651                  | 626      | 1,025           |
| 2007   | 1,951                  | 936      | 1,015           |
| 2008   | 1,787                  | 1,206    | 581             |
| 2009   | 922                    | 462      | 460             |
| 2010   | 1,064                  | 817      | 247             |
| 2011   | 1,264                  | 944      | 320             |
| 2012   | 1,221 (1,161 поставки) | 822      | 399             |
| 2013   | 933 (1,120 поставки)   | 653      | 280             |
| Всього | 14,022                 | 9,640    | 4,352           |